# کلفرنیا (مریلند)
کلفرنیا (به انگلیسی: California) شهری در ایالت مریلند کشور ایالات متحده آمریکا است که جمعیت آن در سرشماری سال ۲۰۱۰ میلادی، ۱۱٬۸۵۷ نفر بوده‌است.